# Medalha Clarke

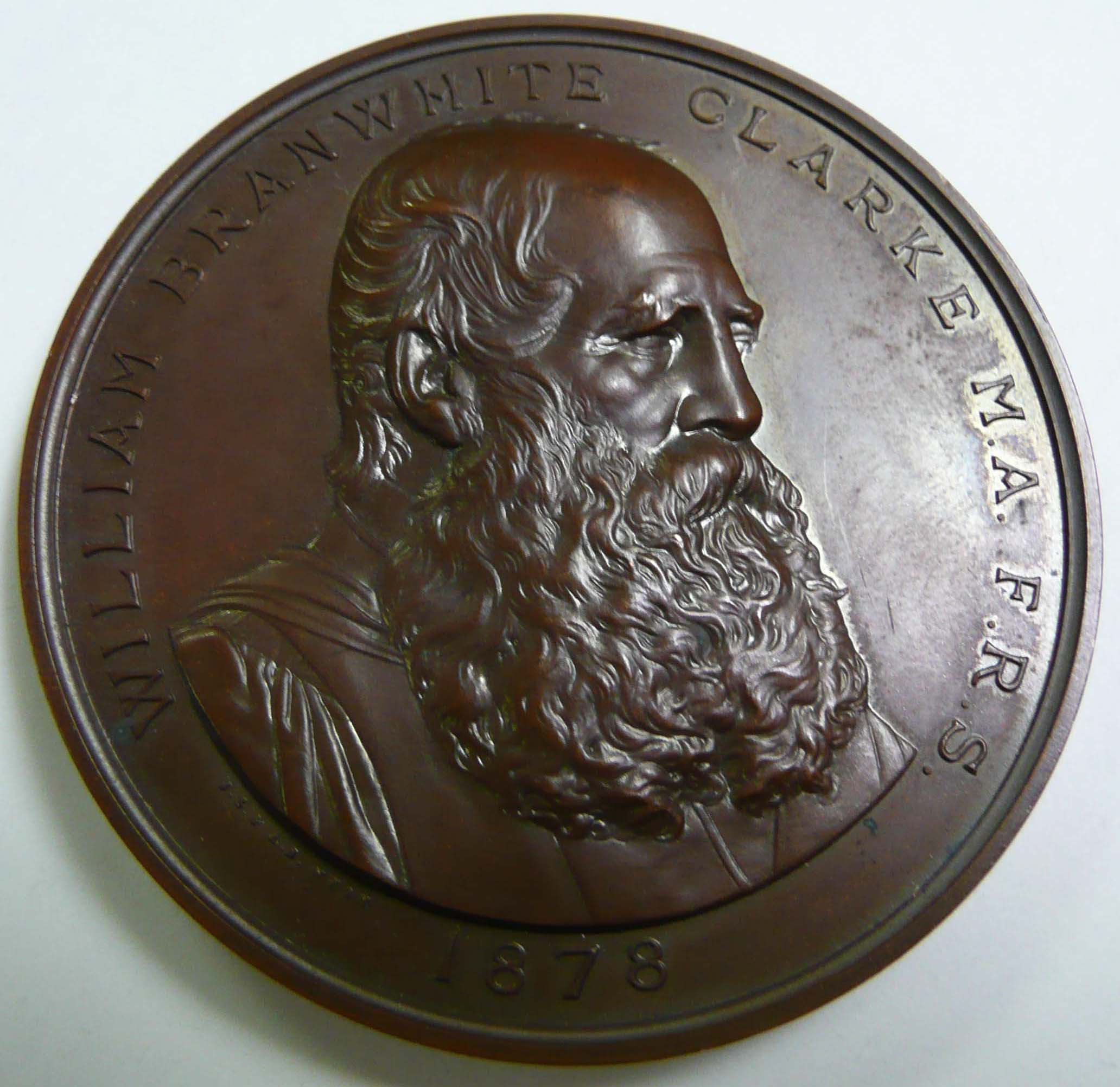
Medalha Clarke

A Medalha Clarke (em inglês:  Clarke Medal) é concedida pela Sociedade Real da Nova Gales do Sul, da Austrália, por trabalho de distinção em ciências naturais.
Nomeada em memória de William Branwhite Clarke, que é um dos fundadores da sociedade. A medalha é "concedida por contribuições meritórias à geologia, mineralogia e história natural da Australásia, sejam os pesquisadores residentes na Australásia ou não". 
A medalha é atualmente concedida anualmente para trabalhos de distinção em ciências naturais (geologia, botânica e zoologia) feitos na comunidade australiana e seus territórios. Cada uma das três disciplinas é contemplada a cada três anos.

## Laureados[1]
- 1878: Richard Owen (Zoologia)
- 1879: George Bentham (Botânica)
- 1880: Thomas Huxley (Paleontologia)
- 1881: Frederick McCoy (Paleontologia)
- 1882: James Dwight Dana (Geologia)
- 1883: Ferdinand von Mueller (Botânica)
- 1884: Alfred Richard Cecil Selwyn (Geologia)
- 1885: Joseph Dalton Hooker (Botânica)
- 1886: Laurent-Guillaume de Koninck (Paleontologia)
- 1887: James Hector (Geologia)
- 1888: Julian Tenison Woods (Geologia)
- 1889: Robert Ellery (Astronomia)
- 1890: George Bennett (Zoologia)
- 1891: Frederick Wollaston Hutton (Geologia)
- 1892: William Turner Thiselton-Dyer (Botânica)
- 1893: Ralph Tate (Botânica e Geologia)
- 1895: Robert Logan Jack (Geologia) e Robert Etheridge (Paleontologia)
- 1896: Augustus Gregory (Exploração)
- 1900: John Murray (Oceanografia)
- 1901: Edward John Eyre (Exploração)
- 1902: Frederick Manson Bailey (Botânica)
- 1903: Alfred William Howitt (Antropologia)
- 1907: Walter Howchin (Geologia)
- 1909: Walter Roth (Antropologia)
- 1912: William Harper Twelvetrees (Geologia)
- 1914: Arthur Smith Woodward (Paleontologia)
- 1915: William Aitcheson Haswell (Zoologia)
- 1917: Edgeworth David (Zoologia)
- 1918: Leonard Rodway (Botânica)
- 1920: Joseph Edmund Carne (Geologia)
- 1921: Joseph James Fletcher (Biologia)
- 1922: Richard Thomas Baker (Botânica)
- 1923: Walter Baldwin Spencer (Antropologia)
- 1924: Joseph Maiden (Botânica)
- 1925: Charles Hedley (Biologia)
- 1927: Andrew Gibb Maitland (Geologia)
- 1928: Ernest Clayton Andrews (Geologia)
- 1929: Ernest Willington Skeats (Geologia)
- 1930: Leonard Keith Ward (Geologia)
- 1931: Robert John Tillyard (Entomologia)
- 1932: Frederick Chapman (Paleontologia)
- 1933: Walter George Woolnough (Geologia)
- 1934: Edward Sydney Simpson (Mineralogia)
- 1935: G. W. Card (Geologia)
- 1936: Douglas Mawson (Geologia)
- 1937: John Thomas Jutson (Geologia)
- 1938: Henry Caselli Richards (Geologia)
- 1939: Carl Süssmilch (Geologia)
- 1941: Frederic Wood Jones (Zoologia)
- 1942: William Rowan Browne (Geologia)
- 1943: Walter Lawry Waterhouse (Botânica)
- 1944: Wilfred Eade Agar (Zoologia)
- 1945: William Noel Benson (Geologia)
- 1946: John McConnell Black (Botânica)
- 1947: Hubert Lyman Clark (Zoologia)
- 1948: Arthur Bache Walkom (Paleobotânica)
- 1949: Herman Rupp (Botânica)
- 1950: Ian Murray Mackerras (Zoologia)
- 1951: Frank Leslie Stillwell (Geologia)
- 1952: Joseph Garnett Wood (Botânica)
- 1953: Alexander John Nicholson (Entomologia)
- 1954: Edward de Courcy Clarke (Geologia)
- 1955: Rutherford Ness Robertson (Botânica)
- 1956: Oscar Werner Tiegs (Zoologia)
- 1957: Irene Crespin (Geologia)
- 1958: Theodore Osborn (Botânica)
- 1959: Tom Iredale (Zoologia)
- 1960: Austin Burton Edwards (Geologia)
- 1961: Charles Austin Gardner (Botânica)
- 1962: Horace Waring (Zoologia)
- 1963: Germaine Joplin (Geologia)
- 1964: Joyce Winifred Vickery (Botânica)
- 1965: Mabel Josephine Mackerras (Zoologia)
- 1966: Dorothy Hill (Geologia)
- 1967: Spencer Smith-White (Botânica)
- 1968: Herbert Andrewartha (Zoologia)
- 1969: Samuel Warren Carey [2] (Geologia)
- 1970: Gilbert Percy Whitley (Zoologia)
- 1971: Nancy Tyson Burbidge (Botânica)
- 1972: Haddon King [3] (Geologia)
- 1973: Marshall Hatch (Botânica)
- 1974: Cecil Hugh Tyndale-Biscoe [4] (Zoologia)
- 1975: Joseph Newell Jennings [5] (Geografia)
- 1976: Lilian R. Fraser
- 1977: Alec Francis Trendall (Geologia)
- 1978: D. T. Anderson
- 1979: Lawrence Alexander Sidney Johnson (Botânica)
- 1981: W. Stephenson
- 1982: Noel Charles William Beadle [6](Botânica)
- 1983: Keith Crook (Geologia)
- 1984: Michael Archer (Paleontologia)
- 1985: Hugh Womersley
- 1986: David J. Groves (Geologia)
- 1987: Antony Underwood
- 1988: Barry Garth Rolfe
- 1989: John Roberts (Geologia)
- 1990: Barrie Gillen Molyneux Jamieson (Zoologia)
- 1991: Shirley Winifred Jeffrey (Biologia/Botânica)
- 1992: Alfred Edward Ringwood (Geologia)
- 1993: Gordon C. Grigg (Zoologia)
- 1994: Craig Anthony Atkins e Barbara Gillian Briggs (Botânica)
- 1995: Christopher McAuley Powell (Geologia)
- 1996: Klaus Rohde (Zoologia)
- 1997: Charles Barry Osmond (Botânica)
- 1998: Richard Limon Stanton (Geologia)
- 1999: Richard Shine (Zoologia)
- 2000: Sarah Elizabeth Smith (Agricultura)
- 2001: Gordon H. Packham (Geologia)
- 2002: Robert Hill (Botânica)
- 2003: Lesley Joy Rogers (Zoologia)
- 2004: Ian Plimer (Geologia)
- 2005: Mark Westoby (Botânica)
- 2006: Anthony Hulbert (Zoologia)
- 2007: Suzanne O'Reilly (Geologia)
- 2008: Bradley Potts (Botânica)
- 2009: Winston Ponder (Zoologia)
- 2010: Kenton Campbell (Geologia)
- 2011: Byron Lamont (Botânica)
- 2012: Marilyn Renfree (Zoologia)
- 2013: William Griffin (Geologia)
- 2014: Robert Park (Botânica)
- 2015: Christopher Dickman (Zoologia)